# نیویورکر
نیویورکر (به انگلیسی: The New Yorker) یک هفته‌نامه ادبی آمریکایی است که نخستین بار در ۱۷ فوریه ۱۹۲۵ (میلادی) منتشر شد و گزارش، مقاله، نقد ادبی، شعر و داستان منتشر می‌کند.
بیشتر مطالب مجله، نقد حیات فرهنگی نیویورک است و مخاطبان فراوانی خارج از آمریکا دارد.
نیویورکر در گزارش از فرهنگ مردمی و روی‌دادهای آمریکا شهرت، و به نشر داستان‌های مدرن، داستان‌های کوتاه و نقدهای ادبی گرایش دارد. هم‌چنین، در سال‌های انتشار خود، یکی از مهم‌ترین اجزای زیربنای جامعه ادبی و فرهنگی آمریکا بوده‌است. این مجله در دوران فعالیت خود، بسیاری از نویسندگان مطرح امروزی چون جی. دی سلینجر، جان آپدایک، ریموند کارور، شرلی جکسن و دیگران را معرفی کرده‌است.
جی دی سلینجر در دهه ۱۹۴۰، چندین داستان کوتاه در نیویورکر منتشر کرد.